# 波思 (德克薩斯州)

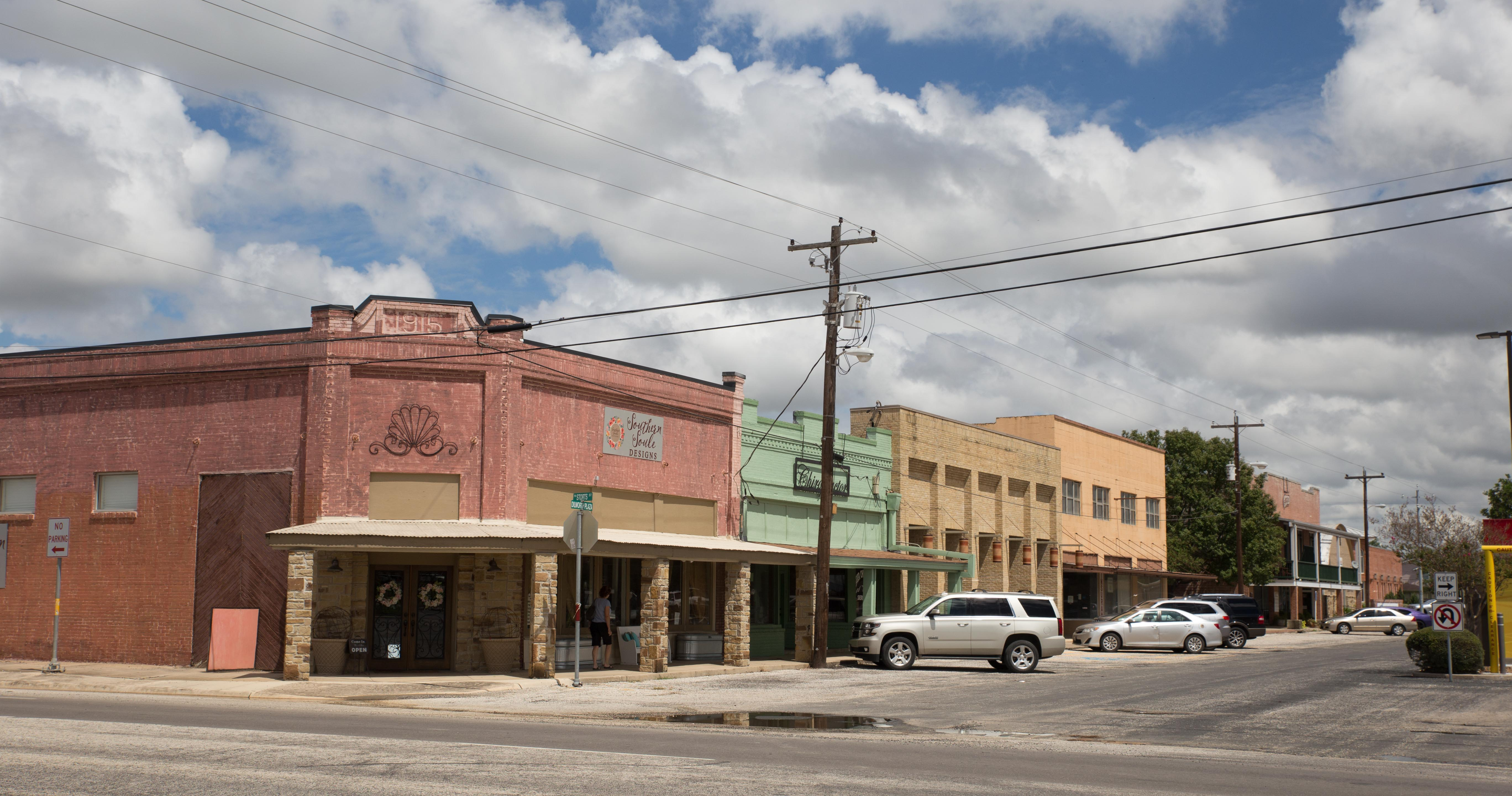
波思 (Poth)

波思（英語：Poth）是美國德克薩斯州威爾遜郡的一個城鎮。根據2020年美國人口普查的數據顯示，波思的人口為1,819人。它是聖安東尼奧大都市統計區的一部分。

## 地理
根據美國普查局的數據顯示，波思的總面積為3.2平方英里（8.3平方公里），位於聖安東尼奧市中心東南約56公里（35英里）處。